# Марк Попіллій Ленат (консул 316 року до н. е.)
Марк Попі́ллій Лена́т (лат. Marcus Popillius Laenas; ? — після 316 до н. е.) — політичний та військовий діяч часів Римської республіки, чотири рази консул.

## Життєпис
Походив з впливового плебейського роду Попіліїв. Син Марка Попіллія Лената, консула 359, 356, 350, 348 років до н. е. Про молоді роки немає відомостей. 
У 316 році до н. е. його обрали консулом разом з Спурієм Навцієм Рутілом. Під час своєї каденції боровся проти самнітів, проте не зовсім вдало. Водночас заснував колонію Форум Попіллія у Кампанії. На вимогу сенату разом із колегою призначив диктатором Луція Емілія Мамерціна Приверната. Про подальшу долю Марка Попіллія нічого невідомо.